# 棕边凤尾藓
棕边凤尾藓（学名：Fissidens geppii）为凤尾藓科凤尾藓属下的一个种。

## 扩展阅读
- 維基物種上的相關：棕边凤尾藓